# قصيدة البحار العجوز

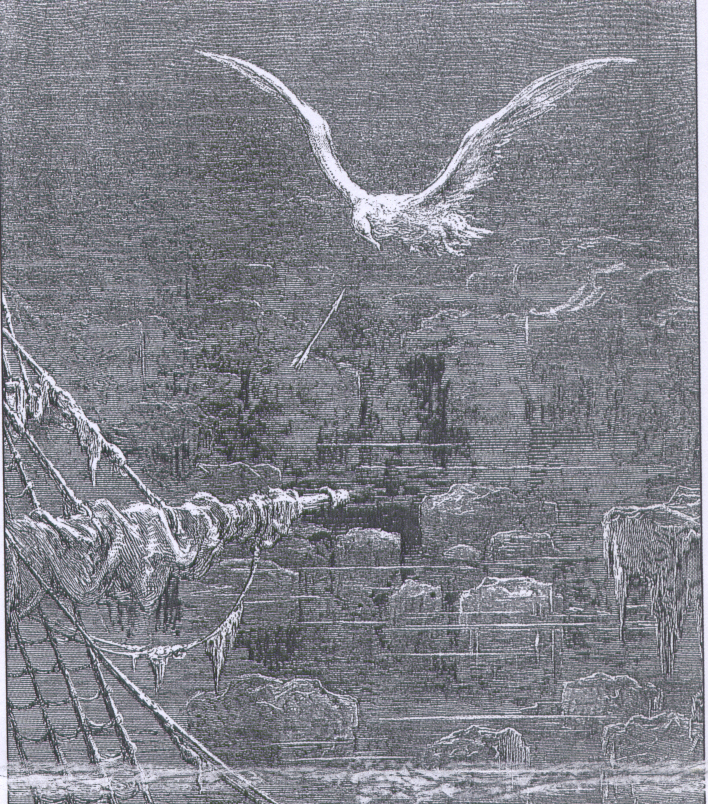

قصيدة البحار العجوز (بالإنجليزية: The Rime of the Ancient Mariner)‏ (التهجئة الأصلية The Rime of the Ancyent Marinere) هي أطول قصيدة رئيسية للشاعر الإنجليزي صامويل تايلر كولريدج، وكتبها بين عامي في ونشرت في عام 1798 في الطبعة الأولى من ديوانه قصائد غنائية. تستخدم الطبعات الحديثة نسخة منقحة طبعت عام 1817 التي أدخلت حواشي للقصيدة. إلى جانب مع القصائد الأخرى في الديوان، فقد كانت تحولا بارزا في الشعر الحديث ومثلت بداية الأدب الرومانسي البريطاني.

## روابط خارجية
- قصيدة البحار العجوز على موقع الموسوعة البريطانية (الإنجليزية)